# Alfonso Ocampo-Chavez
Alfonso Ocampo-Chavez est un joueur américain de soccer né le 25 mars 2002 à Fresno. Il joue au poste d'attaquant aux Seattle Sounders.

## Biographie

### En sélection
Avec les moins de 17 ans, il participe au championnat de la CONCACAF des moins de 17 ans en 2019. Les joueurs américains s'inclinent en finale face au Mexique.

## Palmarès
- Finaliste du championnat de la CONCACAF des moins de 17 ans en 2019 avec l'équipe des États-Unis des moins de 17 ans